# Huset Rohan

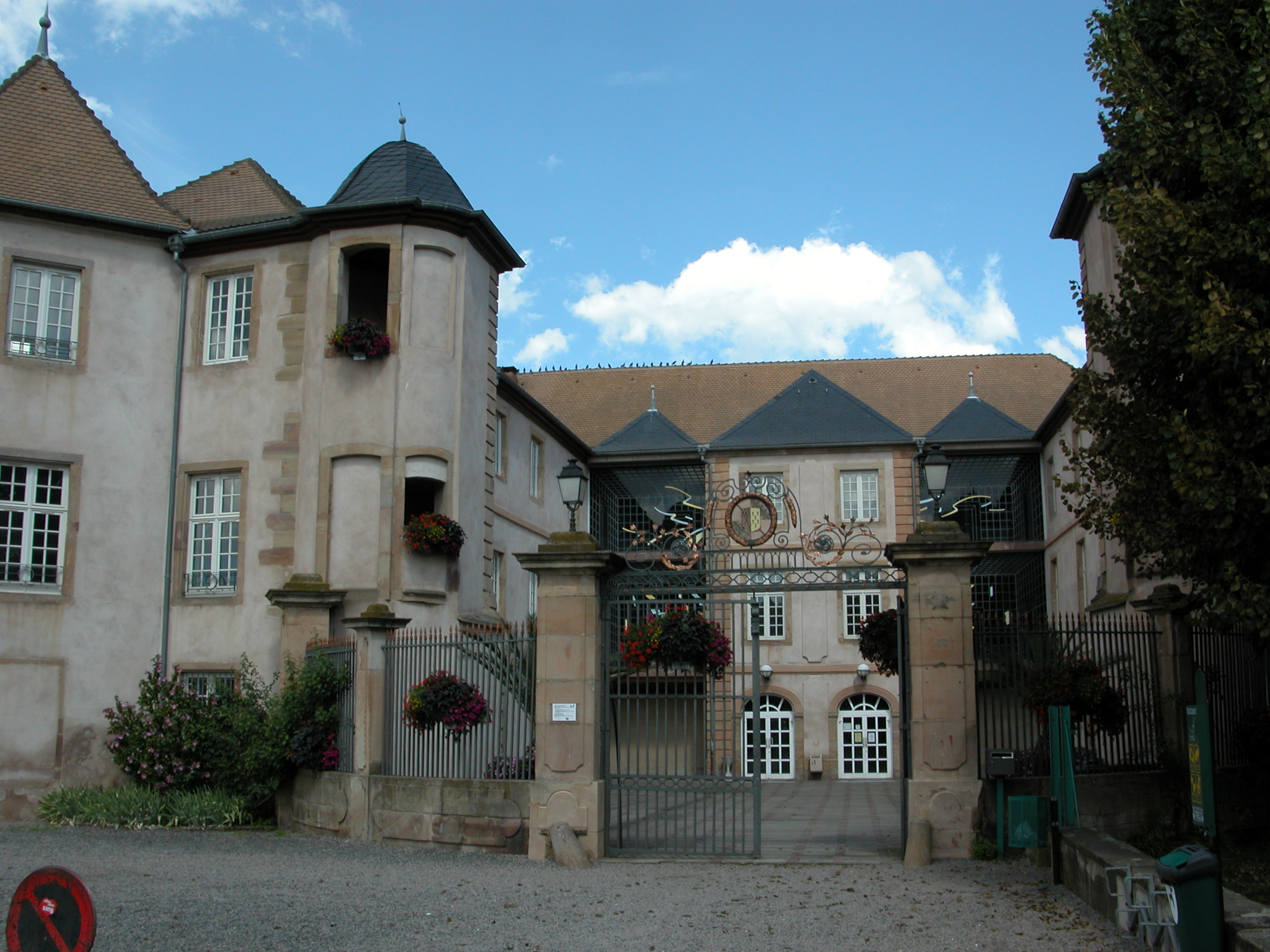
Château des Rohan i Mutzig, Alsace (färdigställt 1673)

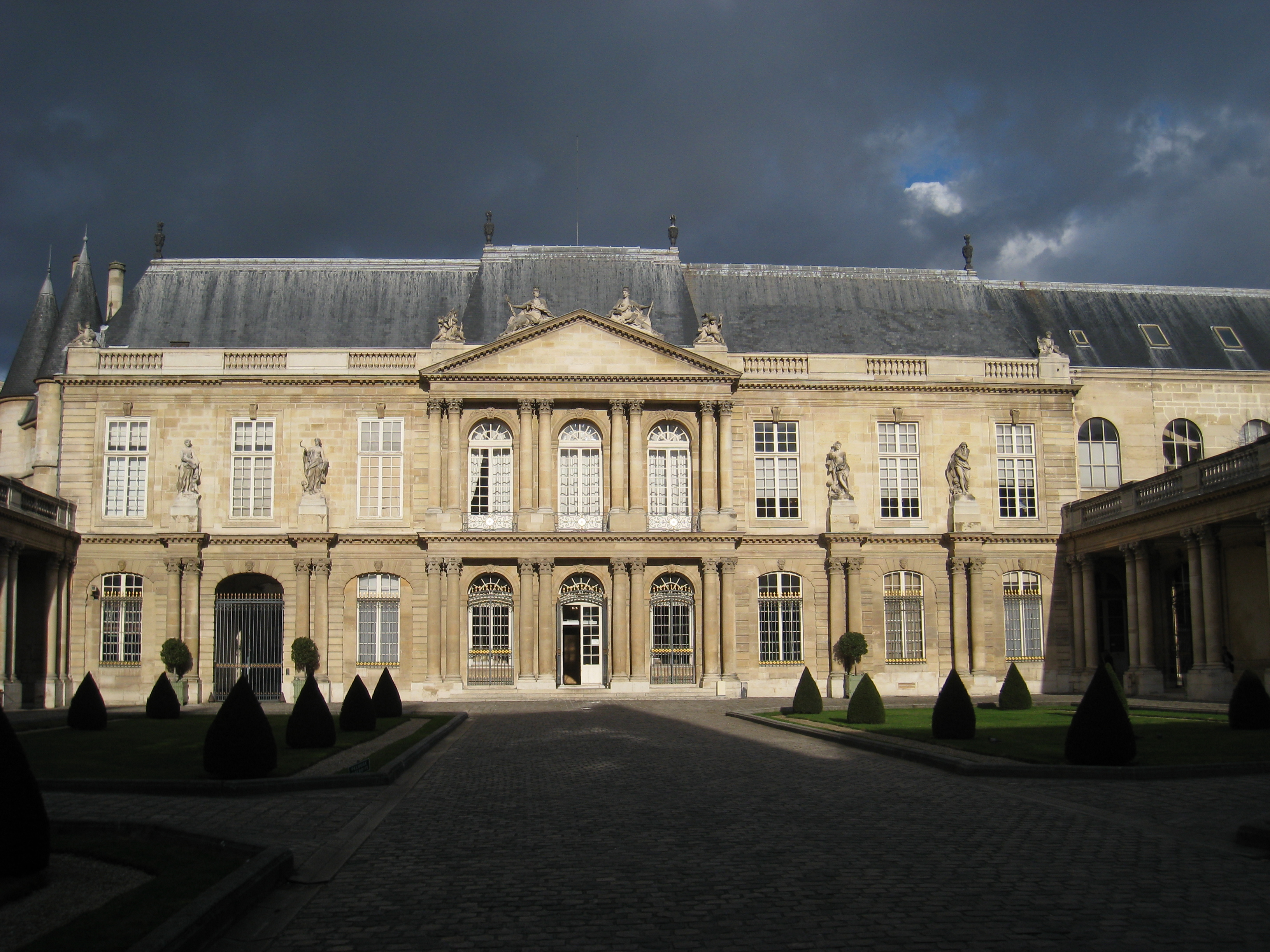
Hôtel de Rohan-Soubise, Paris (färdigställt 1705)

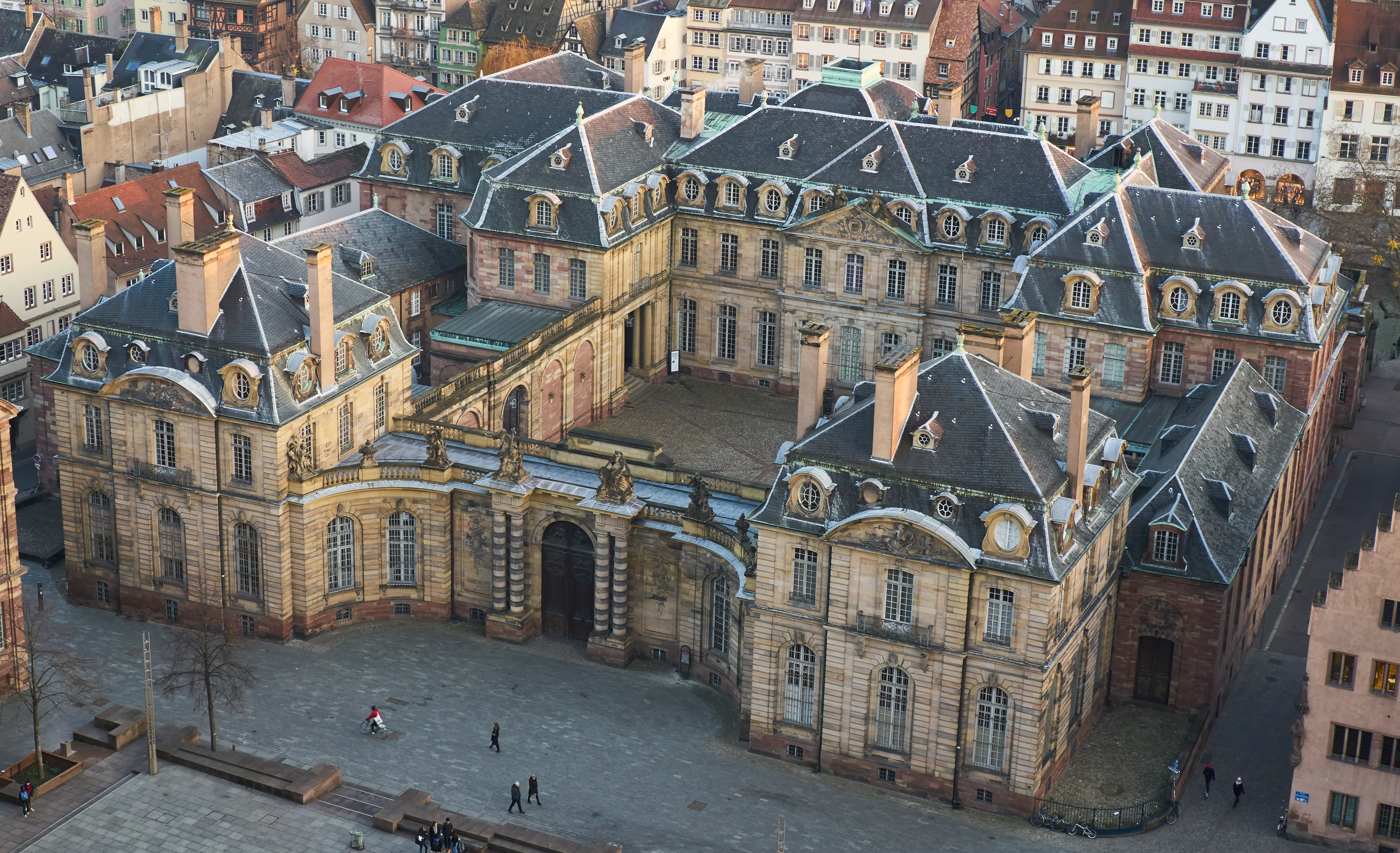
Palais Rohan i Strasbourg, Alsace efter ritningar av Robert de Cotte (färdigställt 1742)

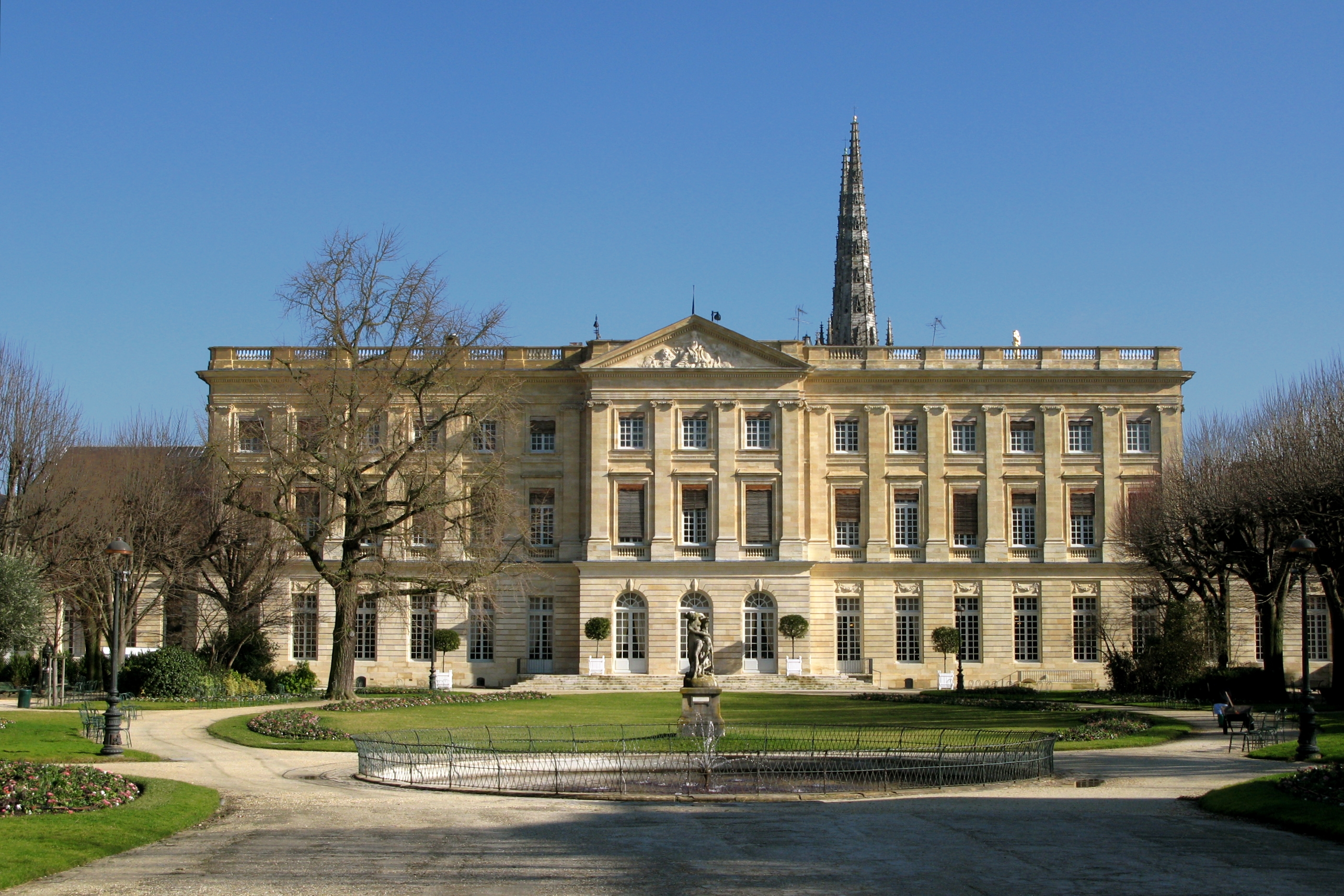
Palais Rohan i Bordeaux, (färdigställt 1774)

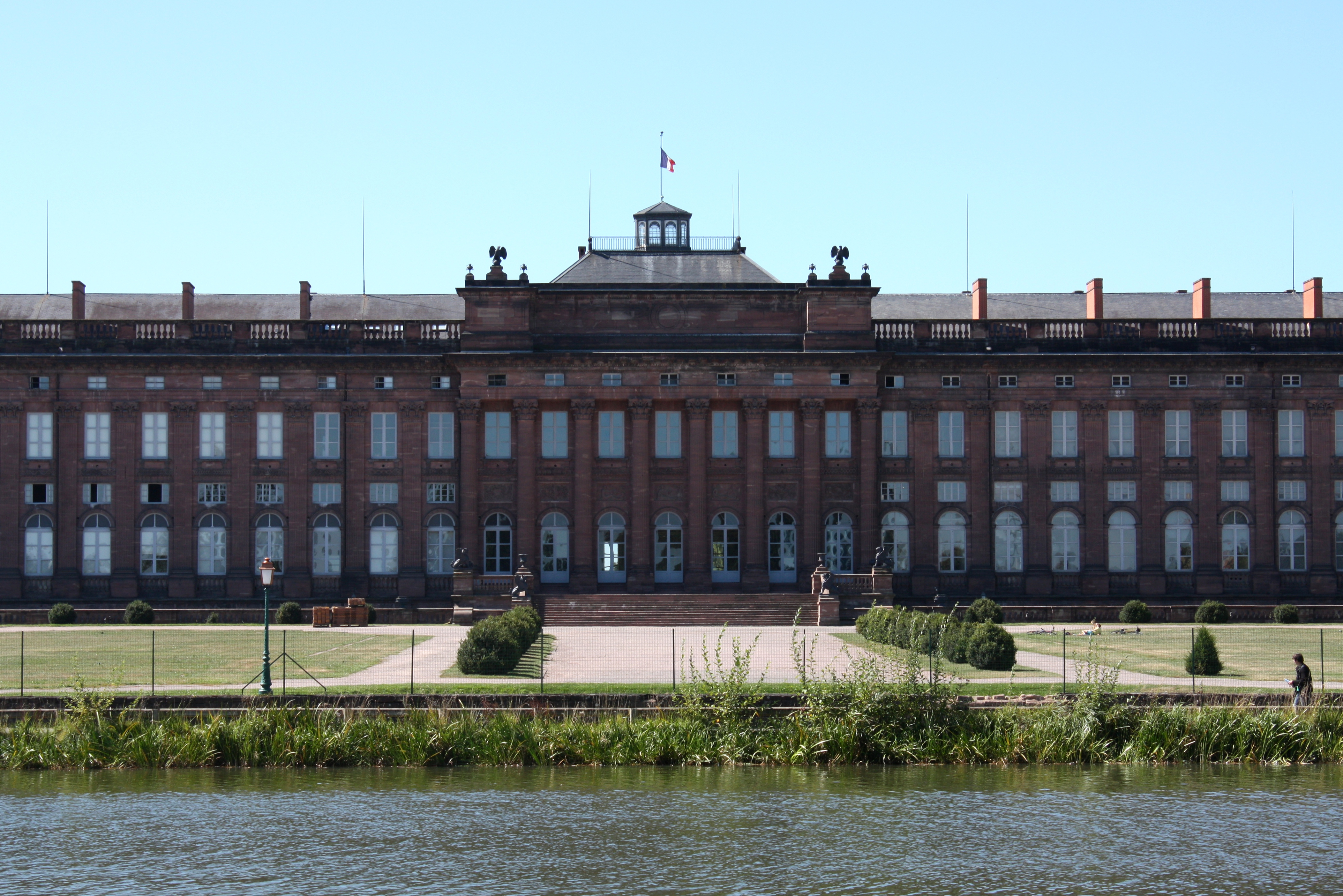
Château des Rohan i Saverne, Alsace (färdigställt 1790)

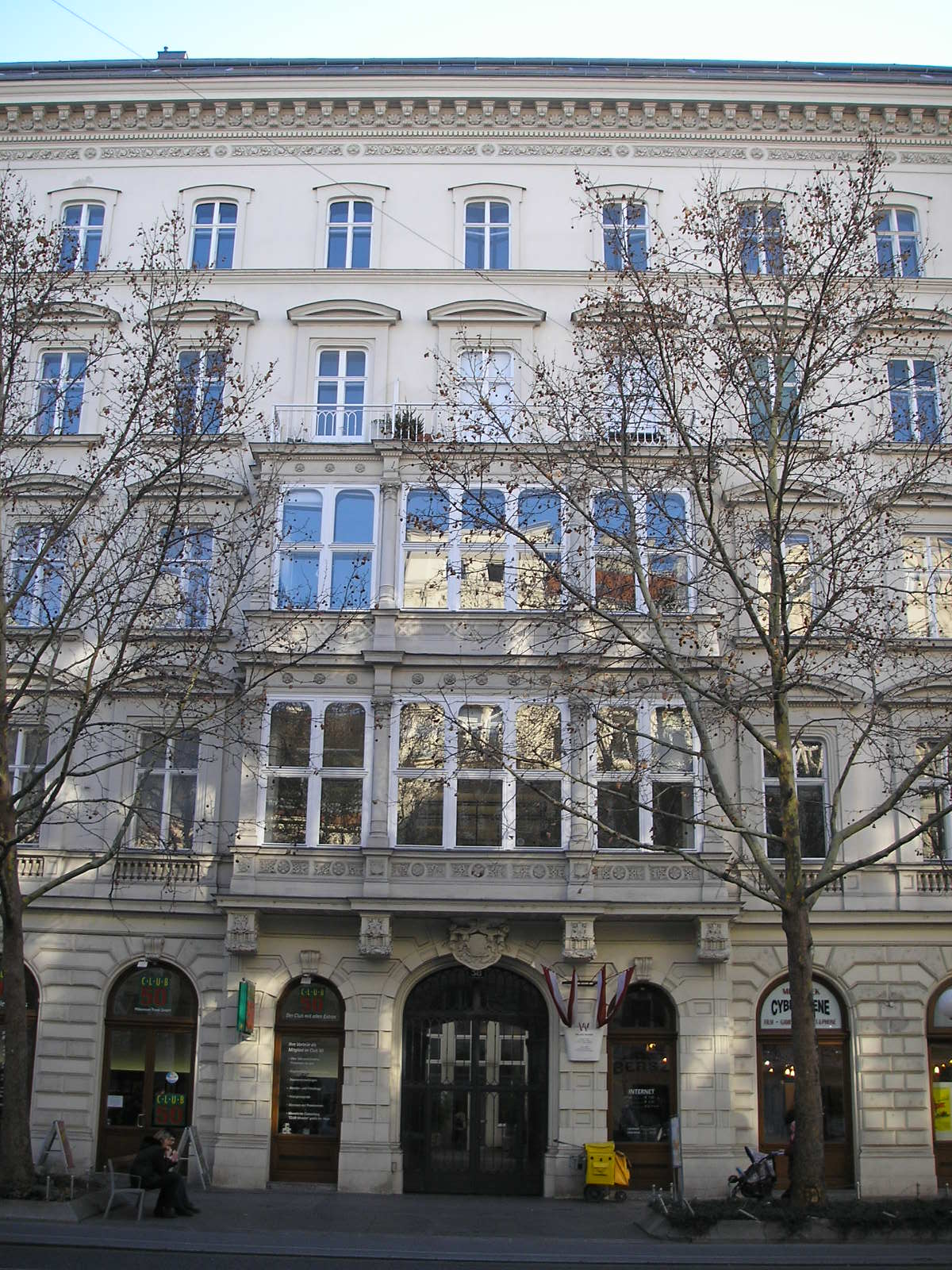
Palais Rohan i Wien, Österrike (färdigställt 1864)

Huset Rohan är en släkt som innehaft titeln viscount, senare blev en gren av släkten hertiglig och medlemmar av släkten har även innehaft titeln prins. Ättens ursprung var i Rohan i Bretagne. Deras anfader var Conan Meriadoc. Genom släktskapet med ätten Porhoët var huset Rohan besläktat med hertigarna av Bretagne. De utvecklade även släktband med de kungliga husen i Frankrike och England och kom att spela en viktig roll i fransk och europeisk historia.

## Framstående medlemmar av huset Rohan (urval)
- Victoire de Rohan
- Louis de Rohan
- Marie de Rohan
- Marie Isabelle de Rohan
- Anne de Rohan-Chabot
- Marie Louise de Rohan